# Josat
Josat là một xã thuộc tỉnh Haute-Loire nam trung bộ nước Pháp. Xã Josat nằm ở khu vực có độ cao trung bình mét trên mực nước biển.
Sông Senouire chảy theo hướng tây nam qua thị trấn.